# کنگان آشورا
کنگان آشورا (به ژاپنی: ケンガンアシュラ) یک مجموعه مانگا هنرهای رزمی ژاپنی است که توسط یاباکو سندروویچ نوشته شده و به‌وسیله دارومون مصورسازی شده‌است. این سری از تاریخ ۱۸ آوریل ۲۰۱۲ و به‌وسیلهٔ انتشارات شوگاکوکان در وبگاه شونن مانگا اورا ساندی و سپس مانگاوان منتشر شد. دنبالهٔ آن نیز تحت عنوان کنگان امگا، که وقایع آن دو سال پس از نسخه اصلی روایت می‌شود، از ۱۷ ژانویه ۲۰۱۹ شروع به انتشار نموده است.
یک مجموعه اینترنتی انیمه دو بخشی نیز بر پایه نسخه مانگا و به کارگردانی سئیجی کیشی توسط استودیوی لارکس انترتینمنت دستمایه اقتباس قرار گرفت که از ۳۱ ژوئیه ۲۰۱۹ از طریق نت‌فلیکس در دسترس قرار گرفت. بخش دوم مجموعه انیمه نیز از ۳۱ اکتبر ۲۰۱۹ پخش شده‌است.